# Nyanga (Fluss)
Der Nyanga ist ein Fluss in Gabun und der Republik Kongo.

## Verlauf
Er entspringt auf etwa 900 Metern in den Birougou-Bergen und hat eine Länge von 600 km. Er mündet knapp 70 km nördlich von Mayumba in den Atlantik. Etwa 80 % seines Einzugsgebietes von 22.500 km² liegen auf gabunischem Territorium.

## Hydrologie
Die Durchflussmenge des Flusses wurde am Pegel Ibanga beim Großteil des Einzugsgebietes gemessen. Im Jahresmittel waren es zwischen 1965 und 1974, 543 m³/s.
- Diagrammdaten:
- Definition |
- Rohdaten |
- Hilfe